# 钢琴
钢琴（義大利語：pianoforte），是西洋古典音樂中的一種鍵盤樂器，前身為大鍵琴、古鋼琴，普遍用於獨奏、重奏、伴奏等演出，用於作曲和排練音樂十分方便。彈奏者通過按下键盘上的琴鍵，牽動鋼琴裏面包着絨氈的小木槌，繼而敲擊鋼絲弦發出聲音。鋼琴音域寬廣，音色宏亮、清脆，富於變化，表現力很強。獨奏時，可演奏各種氣勢磅礡、寬廣、抒情的音樂，亦可演奏歡快、靈巧、技巧性很高的華彩樂段，在樂隊中則可發揮巨大的作用，還經常作為伴奏樂器使用。鋼琴因其豐富的樂理表達能力，被稱作“樂器之王”。

## 歷史與發展

### 古钢琴
现代钢琴发明以前，巴洛克时代，就已经有了两种类似的键盘乐器。一种是拨弦键琴（又称大键琴），这些种类的古鍵琴的发声原理类似于吉他这样的拨弦乐器，用机械传动装置带动一个拨弦的小臂由羽管或皮制拨子拨动琴弦，缺点是没有办法控制力度，音量总是一样大小。另一种是击弦键琴（又称小键琴），体积较小，用铜楔槌击打琴弦，和钢琴不同的是，楔槌不是立刻离开琴弦，而是保持在弦上的压力，直到手指离开琴键，因而击弦键琴可以用手指控制音量，并且可以有细微变化的效果，音色富有歌唱性，缺点是音量很小，只适合家庭使用。
17世纪艺术歌曲的发展，对伴奏乐器提出了越来越高的要求，小提琴声音太细，鲁特琴的技巧要求太高难以掌握，各种古钢琴的音色和音量又不能让人满意。
大键琴的制造者克里斯托福里，在总结了大键琴和小键琴的优缺点以后，在约1709年试制了一种增加了击槌装置的键盘乐器，它和小键琴的最关键的区别是击弦机的机械系统：击槌敲击琴弦后会立即弹开，使琴弦持续振动，直到手指离开琴键；而且击槌弹开后不会来回弹动，同时又可以迅速的重复击键。在之后钢琴发展中，这些要素都保留并不断改进，它同时解决了不能随意控制演奏音量的缺陷，克里斯托福里给它取名“有强弱的大键琴”（gravicembali col piano e forte），这台乐器也就是古钢琴。克里斯托福里制造了大约20台钢琴，现存于世还有三台：一台制于1720年，四个八度，现存美国纽约大都會藝術博物館；一台製于1726年，四个半八度，现存德国莱比锡；一台製于1722年，现存意大利罗马。
希尔伯曼
1711年，意大利作家Scipione Maffei写了一篇文章介绍这件新的乐器，包括不太准确的机构图解。这篇文章在西欧广泛传播，很多工匠都据此制作钢琴。1726年，德国人管风琴制作师希尔伯曼（Gottfried Silbermann,1683-1753）根据这篇文章也制造了一台钢琴，并加入类似现代钢琴延音踏板的手动音栓，可以扬起琴弦上制音器。1730年代，希尔伯曼曾把他制造的钢琴介绍给巴赫，不过巴赫当时并不喜欢它，抱怨高音太弱，动态范围不广。之后希尔伯曼又进行了改进，1747年巴赫造訪柏林，试奏并称赞了希尔伯曼的钢琴。希尔伯曼有很多学生，他们对早期钢琴发展有重大的贡献，其中重要的12位，称为“十二门徒”。部分人移居英国，在德语国家和英国逐渐形成了两种不同的制造流派。
维也纳式击弦机
十八世纪后期，钢琴的制造越来越多。希尔伯曼的学生斯泰因（1728-1792）在德国奥格斯堡开始了钢琴的制作。斯泰因钢琴有一个后向的击槌，比起现代钢琴，对触键力度非常敏感。莫扎特于1777年造訪奥格斯堡，并且试奏了斯泰因的钢琴（当时斯泰因钢琴取消了克里斯托福里钢琴的擒纵结构（escapement）），后来在写给父亲的信里，莫扎特称赞斯泰因钢琴的音质均衡，制造工艺精湛，但是也指出缺少擒纵结构。斯泰因之后进行了改进，发明了Prellmechanik击弦机，加入了擒纵机构，完善了延音踏板。斯泰因的女儿南内特·斯特雷彻和女婿Johann Andreas Streicher在维也纳继续钢琴制造的生意，他们是贝多芬的朋友，贝多芬拥有一台斯特雷徹钢琴。同一时期在维也纳还有其他钢琴制造师，包括安顿·瓦尔特，他制造的钢琴的音量比斯特雷徹钢琴大一些。瓦爾特是莫扎特的朋友，莫扎特在1781时购买了一台瓦爾特钢琴。还有Conrad Graf（1782-1851），他制造了贝多芬最后使用的钢琴，同时开设了维也纳第一个批量制造钢琴的企业。这些在德语国家发展的钢琴称为维也纳式击弦机钢琴，除了三角式，维也纳式击弦机钢琴还有方形钢琴（square piano）。维也纳式击弦机钢琴使用木质框架，每个音有两根琴弦，击槌外有皮革包裹，琴键的白键和黑键的颜色和现代钢琴相反，声音比现代钢琴要弱，对比清晰，混响时间短一些。
英国式击弦机

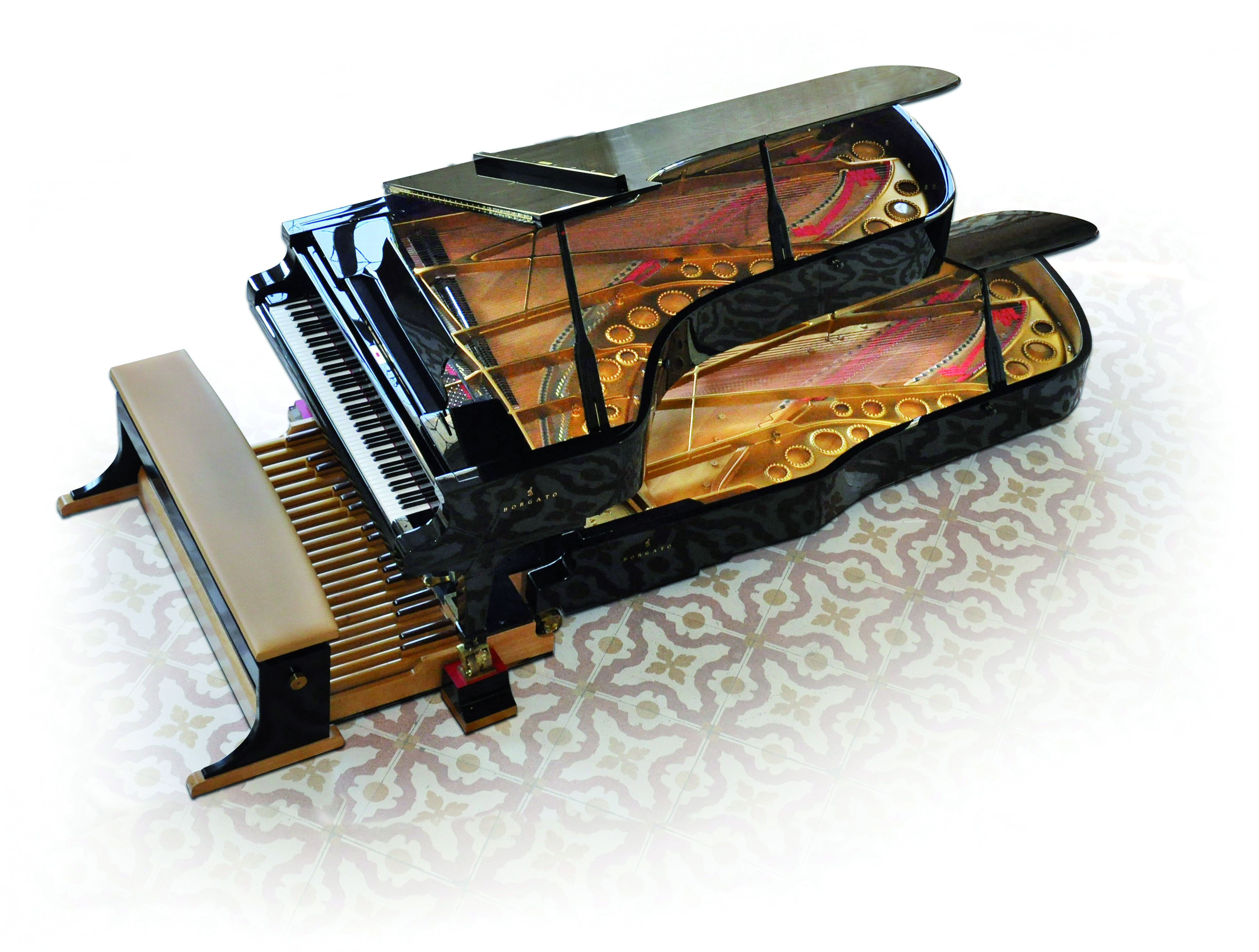
雙机械箱的钢琴

从1760年代开始，由于七年战争，希尔伯曼的很多学生移居英国，其中楚姆佩（Johann Christoph Zumpe）开始在大键琴制作家Burkat Shudi的工场制造便宜的方形钢琴。这种方形钢琴虽然没有擒纵机构，技术上相对落后，但是却非常流行，在钢琴取代大键琴的过程中起了重要的作用。1768年J.C.巴赫用这种方形钢琴作钢琴史上的第一次公开演奏。
荷兰人Americus Backers和Shudi工场的两个技工布罗德伍德（John Broadwood）及Robert Stodart（这两个人也是希尔伯曼的学生）一起发明了更加先进的击弦机，增加了擒纵机构和check，声音更加浑厚深沉，但是降低了触键的灵敏度，需要更深的触键。这种击弦机被称为英国式击弦机或布罗德伍德击弦机。英国式击弦机钢琴的外观类似大键琴，每个音有三根琴弦。1769年布罗德伍德和师傅Shudi的女儿Barbara Shudi结婚，后来接手了Shudi的工场，并改用自己的姓（即今约翰·布洛德伍德父子公司），它制造的钢琴曾运给贝多芬。

### 现代钢琴

钢琴结构图

19世纪初，各种钢琴已经盛行于欧洲，但它还在不断的改进中。
- 1780年，瑞士的舒迪创制了制音踏板，从而提高了音乐的和弦连接能力，增强了共鸣效果，同时也使得音乐获得清晰的顿音效果。
- 1809年，法国人埃拉尔改进了钢琴机械，可以使小槌迅速地重复击弦，在这样的钢琴上就能弹奏比较复杂的乐曲了。这种结构形式至今还使用于三角钢琴上。
- 1826年，美国工程师霍金斯采用了轴钉、轴架和攀带改进了击弦机构。在这一时期内还有不少制造者对钢琴的支撑结构、弦列的安排以及小槌材料等进行了改进。

### 電鋼琴
電鋼琴是一種電子樂器，外形和鋼琴類似。與使用合成器的電子鋼琴的不同在於它使用機械發聲，再經由拾音器轉化成電信號，發聲原理和電吉他類似，都是以模擬信號直接輸出到電鋼琴專用的樂器放大器或輸出到錄音設備，而非像鋼琴般以其木箱外殼來直接共鳴發聲。
和鋼琴類似的地方是，其木造琴鍵牽動鋼琴內部包着絨氈的小木槌，這結構是一模一樣的；繼而敲擊鋼絲弦發出振動，這個運作原理都是相同的。不同的地方是，並不是以箱體的振動發聲，而是運用了電磁學原理，由每條琴弦對應的每粒拾音器來感應並收集每條琴弦的振動。當琴弦振動時，切割了拾音器的磁感線，從而使拾音器接上的導線中產生不同頻率的電流，當這些電流通過電子音箱還原時，就成了電鋼琴的聲音。

## 结构與原理

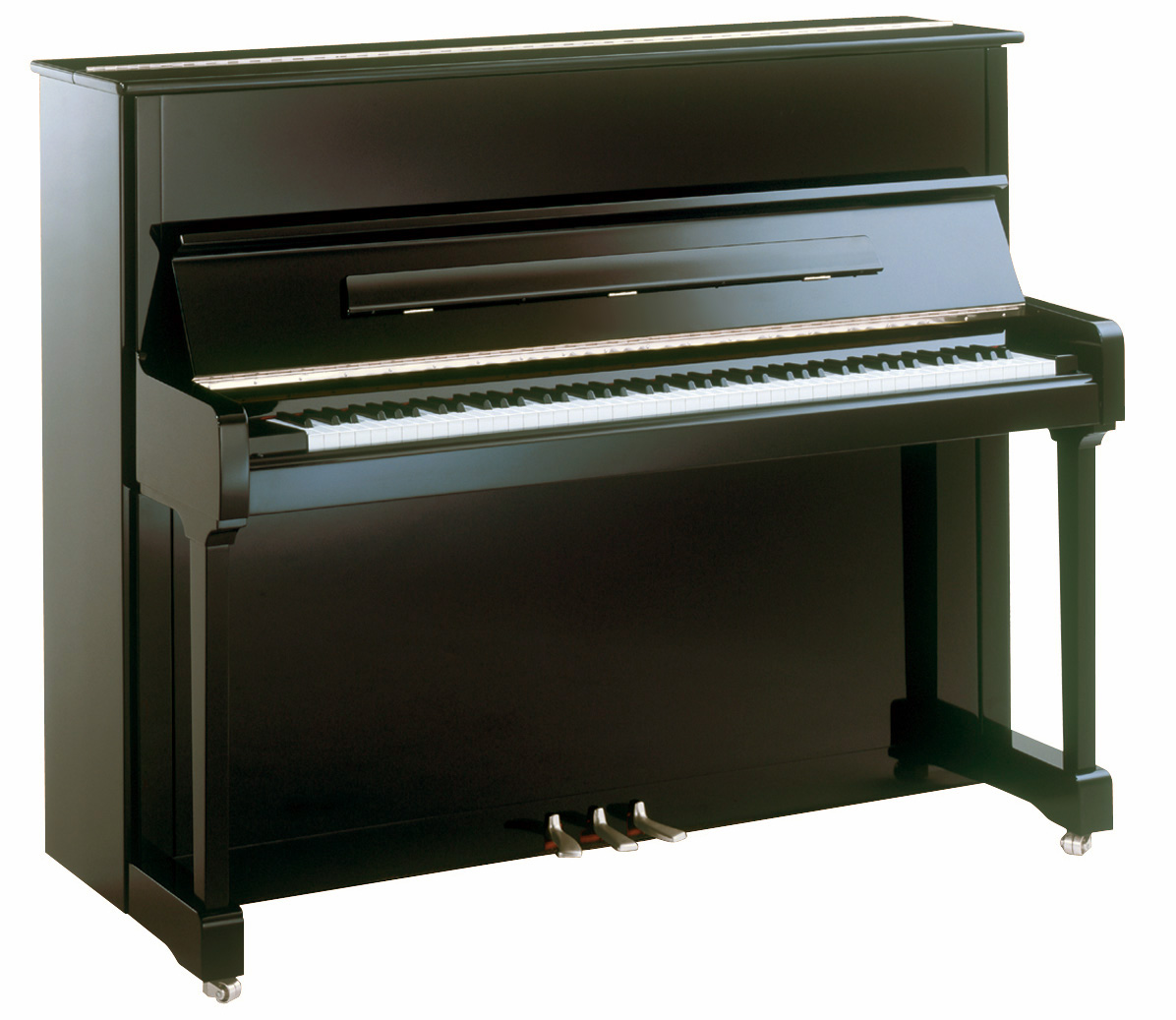
直立式鋼琴

钢琴从外形上主要分成直立式鋼琴與平台式鋼琴（三角鋼琴）(英語：grand piano)。直立式钢琴的琴弦為交错安装，既省空间亦具備音色和音量。平台式钢琴是钢琴最原始的形态，现在一般都用于音乐会的演奏。
鋼琴由弦列、音板、支架、键盘系统（包括黑白琴键和击弦音棰，共88个琴键）、踏板机械（包括顶杆和踏板）和外壳共六大部分组成。直立式钢琴、平台式钢琴 基本结构是一样的。
左踏板 作用是讓聲量減少三分之一，聽起來稍微小聲一點。中踏板有兩種，如是 直立式鋼琴 是讓聲量大幅減少，聽起來 很小聲，適合長時間練習，因此名稱是 (英語：practice pedal)；如是 平台式鋼琴 則是延長指定音鍵 (英語：sostenuto pedal)；右踏板 是延長所有音鍵。

### 演奏方法
鋼琴用大譜表記譜。需要時，可用兩行高音譜表或兩行低音譜表記譜。亦有作曲家嘗試用其他方式記譜，目的用於增加演奏家的發揮空間或表達更多感情，但是并不常見。

#### 演奏技巧
鋼琴的演奏技巧十分豐富，可以自如地彈奏各種音階、半音音階，各種音程的跳動，各種雙音、和弦以及各種複雜的樂曲。
1. 單音的運用及八度或數個八度的重複。
2. 各種音程的雙音。
3. 各種三音組成的和弦。八度音程重複的（完全重複或不完全重複的）三音和弦。
4. 各種四音和弦及四音和弦的八度重複。
5. 各種旋律與伴奏的織體。
6. 各種類型的對位（複調）結構。
7. 各種結構的綜合音型。
8. 踏板的運用。一般鋼琴有三個踏板，左邊為弱音踏板，踩下該踏板後，餘音甚少，多用於弱奏；右邊為延音踏板，踩下該踏板後，琴音可延長，聲音響亮，多用於長時值音符或強音的演奏。中間的腳踏會因應鋼琴的設計而有不同用途，多數為減音腳踏，用法不只是踏一下，而是要踏下後再向左推，而有部份設計是踏一下是啟動，再踏一下是關閉；踏下減音踏板後，有一塊絨布隔在琴鎚與琴弦之間，以減底聲量；但減音系統有一個壞處，因為所有琴弦由一塊絨布覆蓋，震動可能會伸延到其它的琴弦，從而影響音準；另一種中間腳踏的用途是「特定連音踩板」，用途主要是用作選定琴鍵去延音，用法是先彈下琴鍵不放，踩下「特定延音踏板」不放，沒有選的音沒有餘音，通常有特定延音的鋼琴也有「減音裝置」，以手掣操控，通常在琴鍵之下的左右兩邊。
9. 轉調。

## 作品與曲目
鋼琴做為近現代最為主要的樂器之一，為之創作的作品數量也十分可觀，且為橫跨多領域的音樂家所喜。

### 古典音樂
在古典音樂文獻上，鋼琴自十八世紀中期（即古典主義時期）開始受到重視，作曲家與樂器商之間呈現相生的關係，製造方打造出結構堅強、性能更佳的新型號鋼琴，音樂效果更加豐富的作品遂應運而生，透過聽眾的消費與回饋，刺激更進步的樂器快速被生產、製造。在這一股熱潮當中，十九世紀的鋼琴家李斯特可說是音樂歷史上第一位鋼琴巨星，他所寫作的眾多作品要求精湛的演奏技巧，直到今天都是鋼琴演奏者的一大挑戰。
以下，列出鋼琴領域中出名困難的一些曲目：
- 贝多芬第廿九號鋼琴奏鳴曲
- 蕭邦《冬風練習曲》
- 李斯特《超技練習曲》（Études d'exécution transcendante）
- 巴拉基列夫《伊斯拉美》（Islamey）
- 斯特拉文斯基《彼得鲁什卡》
- 拉威爾《夜之幽灵》（Gaspard de la nuit）

## 钢琴品牌

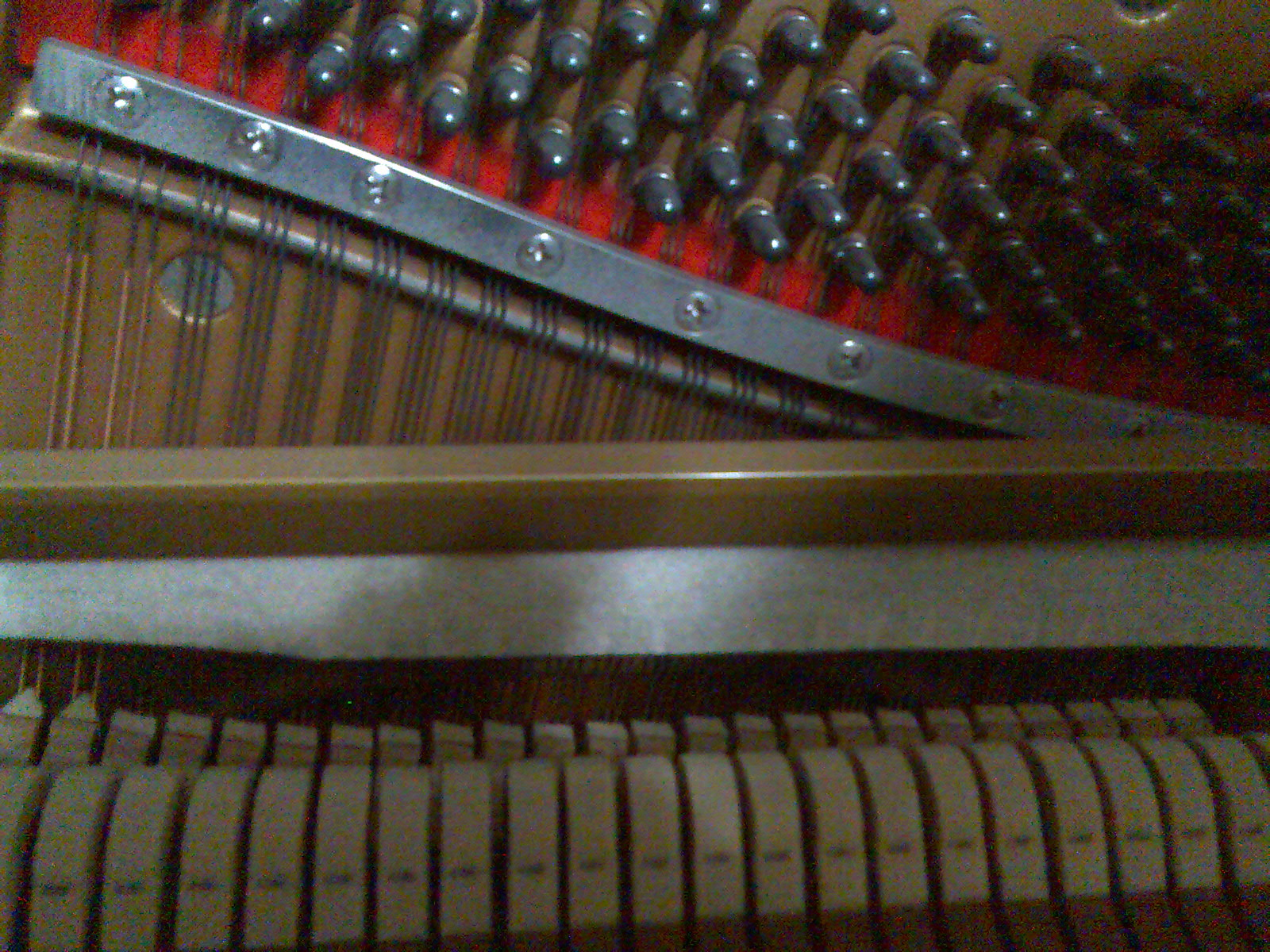
直立式鋼琴內部

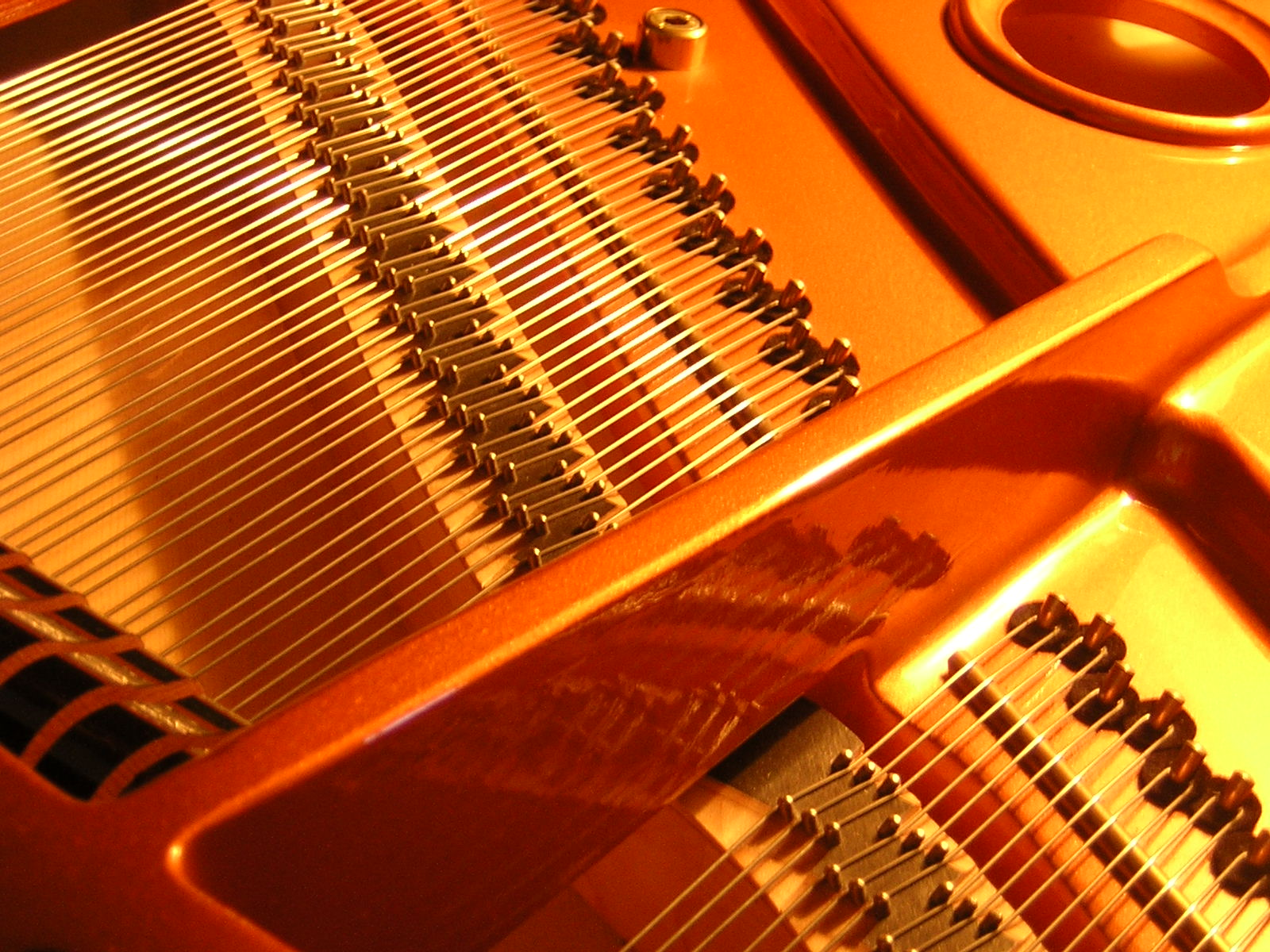
三角钢琴内部

### 奥地利

#### 貝森朵夫 Bösendorfer
貝森朵夫鋼琴廠有限公司（德語：L. Bösendorfer Klavierfabrik GmbH）是一家奥地利钢琴制造公司，其母公司是日本山叶株式会社。
不同于一般的钢琴制造商，贝森朵夫是唯一一家生产92键以及97键的三角钢琴的厂商（一般钢琴为88键）。
贝森朵夫钢琴厂是世界上最古老的钢琴制造商之一，该品牌由伊格納茲·貝森朵夫于1828年在奥地利维也纳创立。其制造的三角钢琴以顶级的品质闻名于世。1839年，公司接受当时奥地利皇帝斐迪南一世的皇家委任状专门为皇室提供顶级三角钢琴。
纳茨去世后，他的儿子路德维希·贝森朵夫于1859年接管公司的运营并于1860年将公司迁至新址，后来成为贝森朵夫音乐厅。从1872年至1913年关闭，它一直是维也纳首屈一指的音乐厅。1909年，公司被一名叫卡尔·胡特尔斯特拉瑟的商人买下，并于1966年售予晶寶國際公司。直至2002年，公司被奥地利Bawag P.S.K.银行购得，公司股权又回到了奥地利人手中。但是2007年12月20日，Bawag P.S.K.银行又把公司所有的股权卖给了日本的山叶株式会社。目前台灣總代理為德斯特樂器。

### 捷克
佩卓夫（Petrof）為一個捷克鋼琴品牌。有約140年歷史。音色圓厚、透明。

### 中国

#### 珠江鋼琴
廣州珠江鋼琴集團股份有限公司，簡稱廣州珠江鋼琴集團股份、廣州珠江鋼琴集團、廣州珠江鋼琴，以及珠江鋼琴（英語：Guangzhou Pearl River Piano Group Co.,Ltd），於1956年由广州市政府設立當時名為「广州市珠江钢琴工业公司」，以及「广州珠江钢琴集团有限公司」，而主要股東為广州无线电集团有限公司，屬於一个生产钢琴及其他乐器的厂商。
而主要生產及銷售各種類型鋼琴產品，而品牌包括「愷撤寶」、「珠江」、「里特米勒」，以及「京珠」，董事長為施少斌，總部位於广州市荔湾区芳村花地大道南渔尾西路8号。

#### 長江鋼琴 Yangtze River
長江鋼琴，是柏斯音樂集團旗下中國鋼琴品牌 ，創立於2009年的長江鋼琴.

### 德国

#### 贝希斯坦 C. Bechstein
貝希斯坦鋼琴（C. Bechstein Pianofortefabrik AG）由卡爾·貝希斯坦創立於1853年。

#### 奥古斯特·福斯特 August Förster
奧古斯特·福斯特（德語：August Förster）是德國一間鋼琴製造商，公司全稱為「奧古斯特·福斯特鋼琴製造有限責任公司」（德語：August Förster GmbH Kunsthandwerklicher Flügel-und-Pianobau）。公司名又擁有「August Forster」、「August Foerster」等非官方拼寫。公司擁有約40名員工，年產三角鋼琴約120台，年產立式鋼琴約150台。

### 意大利

#### 法奇奧里 FAZIOLI
法吉歐利(FAZIOLI)是1979年成立的意大利頂級三角鋼琴製造公司。每年僅從唯一的工廠手工生產110架鋼琴。台灣地區於2008年由琴峰樂器擔任台灣總代理公司。

### 日本

#### 河合樂器 KAWAI
河合乐器製造公司（英文：Kawai Musical Instruments Manufacturing Co., Ltd.，KAWAI）是一間著名钢琴製造公司，由日本人河合小市创建的。公司总部位于日本静冈县滨松市中区寺島町200番地。

#### 山葉樂器 YAMAHA
山葉株式會社（英文：Yamaha Corporation）是一家生產樂器、音響設備及音效產品的日本公司，現時是世界上最大的樂器生產商。

### 美国

#### 史坦威 Steinway & Sons
史坦威公司（Steinway & Sons）是一家美國及德國高檔鋼琴製造公司，亦是高檔鋼琴中最爲知名的。